# Hubert Ora
Hubert Ora né à Liège en 1598, décédé à Liège le 16 février 1654 est le premier écrivain de langue wallonne dont a imprimé puis publié" les œuvres et dont le nom nous soit resté. Dans son Anthologie de la littérature wallonne, Maurice Piron souligne à la fois la date exacte de sa mort sur la foi de l'obituaire des Capucins liégeois dont on sait qu'ils avaient pris une grande importance dans la Wallonie d'alors et le contexte extrêmement troublé des polémiques et luttes religieuses dans la Principauté de Liège où le régime un peu plus libéral de celle-ci que dans les Pays-Bas espagnols, permettaient du moins leur expression. Dans les deux premiers tiers du XVIIe siècle dans la Principauté, ces luttes purent revêtir un tour violent

Pour Piron ce "sonèt" 
«  fournit une nouvelle preuve qu'à leurs origines, les lettres wallonnes, comme les premières productions dialectales d'oïl, n'ont de vraiment populaires que le parler qu'elles emploient. »

## Le texte le plus ancien de la littératurewallonne
Sonèt lidjwjès
A minisse
hoûtez dê, Mounseû l'prédicant; 

ni pârlez nin tant conte les mônes;

ca vos f'rîz dîre qui l'diâle vis mône

come ounk di sès-appartinants
hoûtez dê, Mounseû l'prédicant; 

ni pârlez nin tant conte les mônes;

ca vos f'rîz dîre qui l'diâle vis mône

come ounk di sès-appartinants

Vos-èstez oun grand afahant

après lès bins di nos tchènônes;

mins, po v'dîre tot çou qu'i m'è sône,

Si vos-eûhîz sût li Sicriteure

èt bin wârdé li lwè d'nateure

vos eûhîz acwèrou boun brut

Traduction française
écoutez bien Monsieur le prédicateur 

ne parlez pas tant contre les moines;

car vous feriez bien ainsi que le diable vous mène

comme un de ses sectateurs

Vous êtes bien fort avides

des biens de nos chanoines

mais pour vous dire le fond de ma pensée, 

vos propos sont propos de brigand.
Si vous eussiez bien suivi les Ecritures

et bien gardé la loi de la nature;

vous eussiez acquis bonne renommée.
Mais quoi? Accabler les gens d'injures, 

et les écabousser de vos vomissements, 

ce sont vos œuvres et les fruits qu'elles portent.